# Orlando Mendes
Orlando Marques de Almeida Mendes (Ilha de Moçambique, 4 de agosto de 1916 — Maputo, 11 de janeiro de 1990) foi um biólogo e escritor moçambicano.

## Biografia
Licenciou-se em biologia pela Universidade de Coimbra, onde trabalhou como assistente de botânica. De volta a Moçambique, foi fitopatologista e atuou no Ministério da Agricultura como pesquisador de medicina tradicional.
Estreou na literatura sob a influência do neorrealismo e do movimento Presença. Promoveu a literatura moçambicana, à frente da Associação dos Escritores de Moçambique e também com seu trabalho de editor.
Ganhou o Prémio Fialho de Almeida, o prémio dos Jogos Florais da Universidade de Coimbra (1946) e o Prémio de Poesia no concurso literário da Câmara Municipal de Lourenço Marques.

## Obra

### Poesia
- Trajectórias, Coimbra, 1940
- Clima, Coimbra, edição do autor, 1959
- Depois do 7º Dia, Lourenço Marques, Publicações Tribuna, 1963
- Portanto Eu vos Escrevo, Viseu/Portugal, edição do autor, 1964
- Véspera Confiada, Lourenço Marques, Livraria Académica, 1968
- Adeus de Gutucumbui, Lourenço Marques, Académica, 1974
- A Fome das Larvas, Lourenço Marques, Académica, 1975
- País Emerso I, Lourenço Marques, Empresa Moderna, 1975
- País Emerso II, Maputo, edição do autor, 1976
- Produção Com que Aprendo, Maputo, Instituto Nacional do Livro e do Disco, 1978
- As faces visitadas, Maputo, AEMO, 1985
- Lume Florindo na Forja, Maputo, INLD, 1980

### Romance
- Portagem, Beira, Notícias da Beira, 1966

### Teatro
- Um Minuto de Silêncio, Teatro, Beira, Notícias da Beira, 1970

### Ensaios
- Sobre literatura moçambicana, Maputo, INLD, 1982

### Infantil
- Papá Operário Mais Seis Histórias, Maputo, INLD, 1980, 2ª ed., 1983
- O menino que não crescia, Maputo, INLD, 1986[3]